# Aphanistes ruficornis
Aphanistes ruficornis là một loài tò vò trong họ Ichneumonidae.